# 두 권의 일기
《두 권의 일기》는 MBC에서 1990년 5월 19일에 방영된 청소년(의 달) 특집 드라마이다.
90년대 청소년들의 문제해결을 돕고자 1부에선 여선생님의 일기를 중심으로 ‘규율의 시대’라 할 수 있는 70년대의 청소년을, 2부에선 제자 여학생의 일기를 중심으로 ‘자율의 시대’로 볼 수 있는 80년대의 청소년을 등장시켜 이들의 공통점과 차이점을 대비시켜 사회 분위기가 청소년들의 성장에 미치는 영향을 조명했다.
1부 〈목련꽃 그늘 아래서〉와 2부 〈내게 강같은 평화〉로 구성되어 있으며, 성적과 친구 문제로 인한 고민, 기성세대와의 갈등, 이성 문제 등이 현실감있게 그려졌다.

## 줄거리
한 교사가 제자의 상담을 의뢰받고 그 학생의 일기장을 읽어가다가 문득 15년 전 자신의 일기장을 꺼내 펼침으로써 드라마가 시작된다. 시대와 장소에 관계없이 청소년 시기에 누구나 한번쯤 겪는 불확실한 미래에 대한 갈등을 담고 있다.
미희는 어느 날 성적이 떨어져 담임교사에게 혼이 났으나 평소 좋아하던 국어교사의 격려를 받고는 갑자기 그를 열렬히 사모하게 된다. 친구 애란은 미희가 자기 오빠를 짝사랑하고 있다는 사실을 알게 되면서 둘의 우정은 깊어간다. 해리는 서울 중상층의 보통 여학생으로 고민이라면 부모님이 바라는 명문대학에 못 들어갈까 봐 걱정하는 정도이다.

## 등장 인물

### 제1부 목련꽃 그늘 아래서
- 채시라 : 미희 역

칼러깃을 풀먹여 빳빳하게 다리는 것이 아침 일과이고 단짝 친구인 애란과 한시도 떨어져서 못사는 평범한 여학생이다. 국어선생님을 은근히 좋아한다. 시간이 흐른 후 해리의 학교로 부임해 온다.
- 도지원 : 애란 역

미희의 친구이며 미희 오빠를 은근히 좋아한다.
- 유인촌 : 김정호 역. 국어교사
- 이진우 : 김영배 역. 미희를 좋아하는 남학생
- 나문희 : 교장 역
- 김명수 : 미희의 대학생 오빠
- 이숙 : 체육교사 역
- 김나운 : 희수 역. 날나리 여고생
- 이영후 : 미희 아버지 역
- 엄유신 : 미희 어머니 역
- 서갑숙 : 담임선생 역
- 구장서 : 지도교사 역
- 이영자 : 차장 역
- 정명환 : DJ 역
- 윤수정 : 미희 동생 역
- 장연식 : 미희친구 역
- 박선영 : 미희친구 역
- 조선옥 : 미희친구 역
- 이영호 : 애란동생 역

### 제2부 내게 강같은 평화
- 최진실 : 김해리 역

중산층 가정 출신으로 비디오, 음악 감상을 좋아하며 미팅도 하는데 과외교사를 좋아해 쫓아다니다가 성적이 떨어져 부모님이 바라는 명문대학에 못 들어갈까봐 고민한다.
- 고두심 : 해리 엄마 역
- 홍학표 : 해리의 오빠
- 변우민 : 강태현 역. 미나의 과외선생
- 이윤정 : 고미나 역. 해리의 친구
- 박지영 : 희수 역
- 김상아 : 기율부원 역
- 이명희 : 반장 역
- 박병훈 : 영어선생 역
- 최상훈 : 미희남편 역
- 이윤정 : 미나 역
- 강문희 : 해리친구 역
- 유퉁 : 승객 역
- 고인범 : 포장마차주인 역
- 양동재 : 강수 역
- 신동욱 : 선생 역
- 오영주 : 선생 역
- 박형준 : 미팅학생 역
- 김찬우
- 오연수
- 음정희
- 이창훈
- 최형선 : 미희딸 역
- 변소정
- 임경옥
- 임대호
- 신윤정